# 泗河
泗河，古稱泗水，位于中华人民共和国山东省境内，屬淮河流域沂沭泗河水系，为古代“四渎八流”之一，发源于新泰市的蒙山，注入南四湖中的南阳湖，全长159公里，流域面积2383.6平方公里。

## 流域
泗河流域地势东北高西南低，上游发源于蒙山腹地太平顶山西麓新泰市放城镇上峪村东黑峪山，其源头至贺庄水库段称放城河，南入贺庄水库后西南流入泗水县后改向西行，处山地丘陵地带，河道狭窄弯曲，下切侵蝕；曲阜市红旗闸以下至金口坝河段为中游，泗河西行过曲阜北郊直通兖州，河床較高，坡水不能排入，河漫滩廣布，河宽150~300米；兖州金口坝以下为下游，过金口坝後小沂河自左岸注入，经邹城市後于任城区石桥镇与微山县鲁桥镇交界處注入南四湖。全長159公里，流域面積2383.6平方公里，共有大黄沟、济河、石漏河、小沂河、蓼河等大小支流30条，其中左岸11条，右岸19条，最大支流为小沂河。

## 歷史
泗河历史上曾为淮河最大支流，据《水经注》泗水曾在曲阜段分流为洙、泗两道，洙水在北，泗水在南，南宋建炎年间黄河改道借泗河下游部分河道夺淮入海，泗河河道因黄河泥沙淤积河床逐渐抬高，济宁至徐州张谷山段河道最终淤积成陆，泗河河水也在此段阻塞形成南四湖，徐州张谷山以下河道则为黄河占用，在咸丰黄河大改道后成为废黄河。
孔子亦埋於本河旁。

## 水文
泗河为山洪性河流，河水主要由雨水补给，流域年均降水量738.7毫米，径流年际变化很大，年均径流量5.73亿立方米，最大年径流量10.2亿立方米，最小年径流量1.22亿立方米，汛期洪水集中，最大洪峰流量为4020立方米/秒，年平均输沙量为54.9万吨，常形成洪涝灾害。

## 利用
流域建有贺庄、华村、龙湾套、尼山等120多座水库，有耕地9.6万公顷，主要种植小麦、玉米、大豆、花生和棉花，山区則以林果业為主，中游有兖州煤田。

## 延伸閱讀
[在维基数据编辑]
 《欽定古今圖書集成·方輿彙編·山川典·泗水部》，出自陈梦雷《古今圖書集成》